# Sanahcat
Sanahcat, es una localidad del estado de Yucatán, México, cabecera del municipio homónimo ubicada aproximadamente 45 kilómetros al sureste de la ciudad de Mérida, capital del estado.

## Toponimia
El toponímico Sanahcat deriva, en idioma maya, de Tzanlahkat (del maya: tzanlah: hacer sonar las cosas golpeándolas y kat: tinaja, apaste).

## Datos históricos
Sanahcat está enclavado en el territorio que fue la jurisdicción de los Hocabá-Homún antes de la conquista de Yucatán.
En 1825, después de la independencia de Yucatán, Sanahcat formó parte del Partido de Beneficios Bajos, cuya cabecera fue Sotuta.
En 1924 Sanahcat se erigió en la cabecera del municipio libre homónimo.

## Sitios de interés turístico
En Sanahcat hay un templo en honor de la Virgen de la Asunción, construido en el siglo XVI.

## Galería

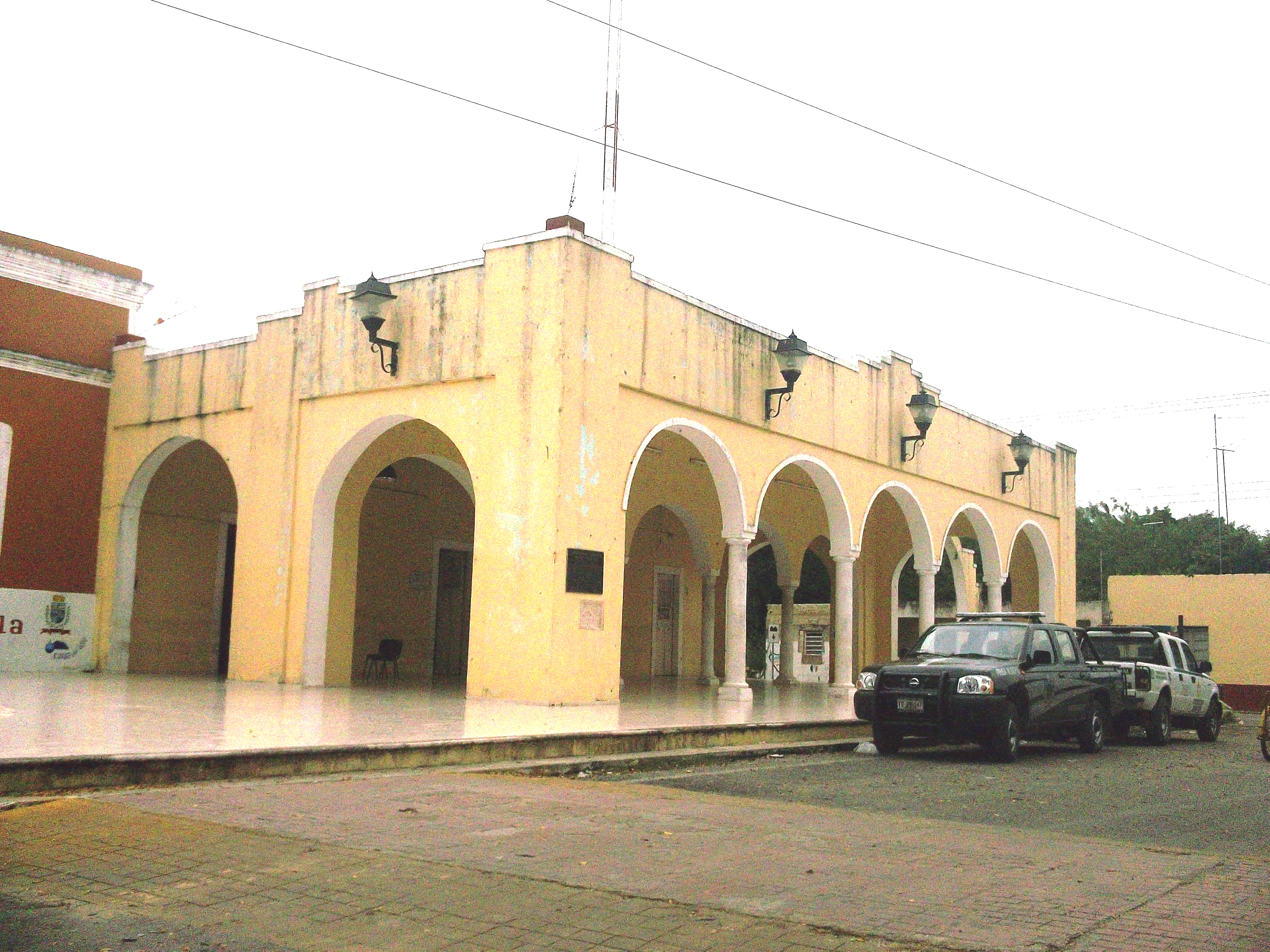
Palacio municipal.
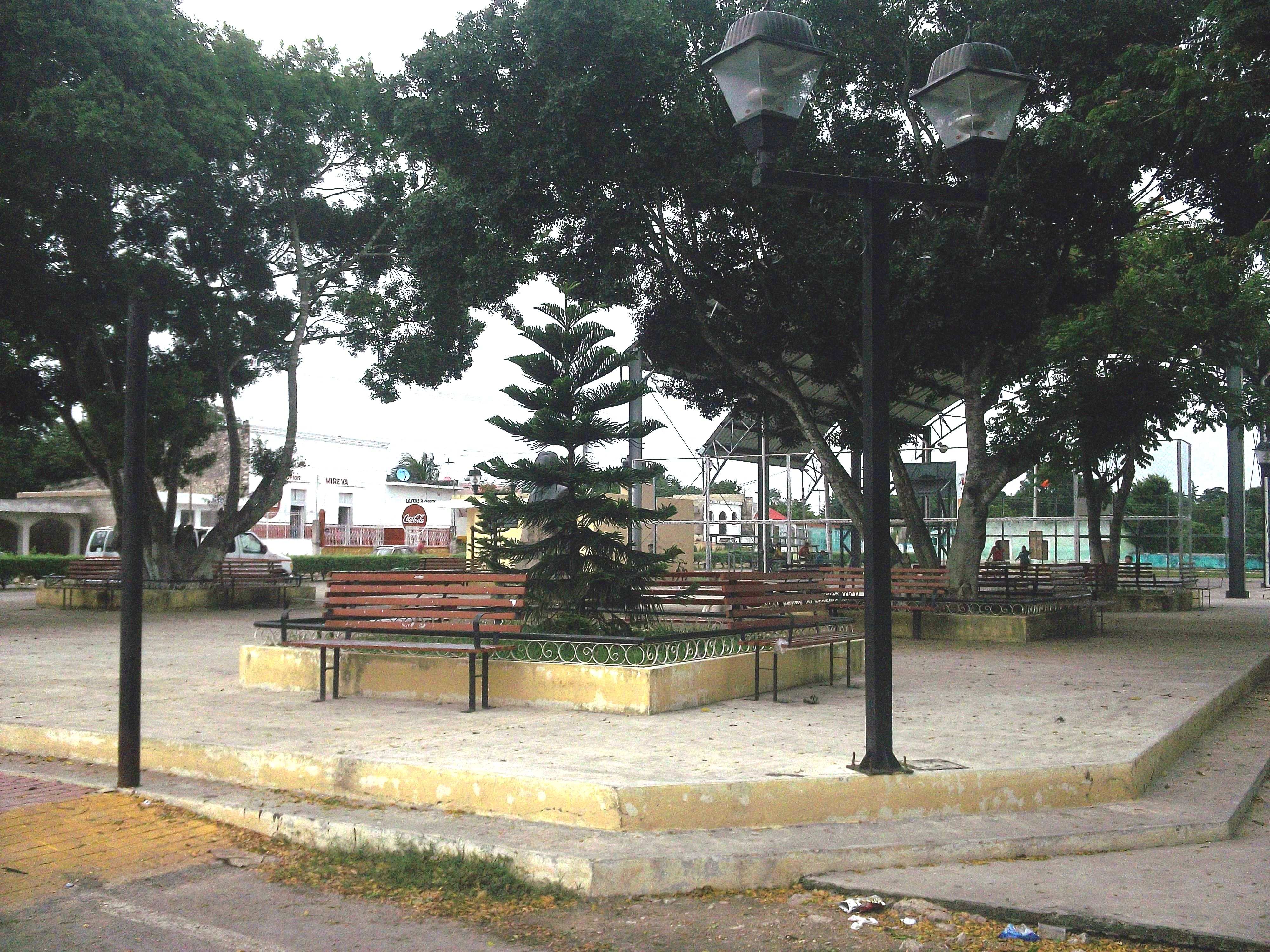
Parque principal.
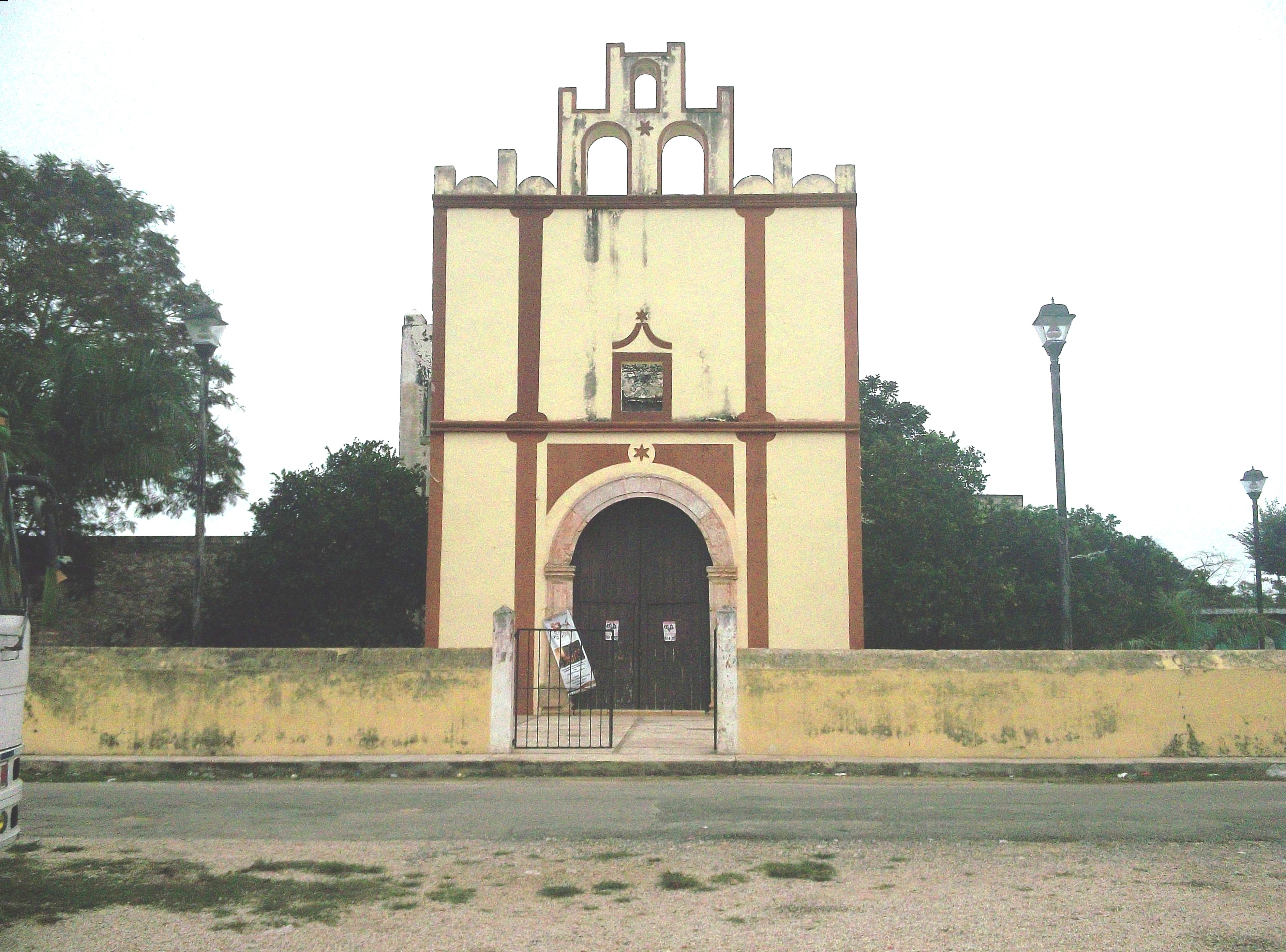
Iglesia.